# Canton de Château-Arnoux-Saint-Auban
Le canton de Château-Arnoux-Saint-Auban est une circonscription électorale française du département des Alpes-de-Haute-Provence, créée par le décret du 24 février 2014 et entrant en vigueur lors des élections départementales de 2015.

## Histoire
Un nouveau découpage territorial des Alpes-de-Haute-Provence entre en vigueur en mars 2015, défini par le décret du 24 février 2014, en application des lois du 17 mai 2013 (loi organique 2013-402 et loi 2013-403). Les conseillers départementaux sont, à compter de ces élections, élus au scrutin majoritaire binominal mixte. Les électeurs de chaque canton élisent au Conseil départemental, nouvelle appellation du Conseil général, deux membres de sexe différent, qui se présentent en binôme de candidats. Les conseillers départementaux sont élus pour six ans au scrutin binominal majoritaire à deux tours, l'accès au second tour nécessitant 12,5 % des inscrits au premier tour. En outre la totalité des conseillers départementaux est renouvelée. Ce nouveau mode de scrutin nécessite un redécoupage des cantons dont le nombre est divisé par deux avec arrondi à l'unité impaire supérieure si ce nombre n'est pas entier impair, assorti de conditions de seuils minimaux. Dans les Alpes-de-Haute-Provence, le nombre de cantons passe ainsi de 30 à 15. Le canton de Château-Arnoux-Saint-Auban fait partie des sept nouveaux cantons du département, les huit autres cantons portant la dénomination d'un ancien canton, mais avec des limites territoriales différentes.

## Géographie
Ce canton est organisé autour de Château-Arnoux-Saint-Auban dans l'arrondissement de Forcalquier. Son altitude varie de 367 m (Ganagobie) à 1 458 m (Châteauneuf-Val-Saint-Donat) pour une altitude moyenne de m.
| Nom de la commune           | Alt. mini (m) | Alt. maxi (m) |
| --------------------------- | ------------- | ------------- |
| Aubignosc                   | 432           | 1 330         |
| Château-Arnoux-Saint-Auban  | 403           | 742           |
| Châteauneuf-Val-Saint-Donat | 480           | 1 458         |
| L'Escale                    | 408           | 1 081         |
| Ganagobie                   | 367           | 719           |
| Montfort                    | 395           | 860           |
| Peyruis                     | 381           | 740           |
| Volonne                     | 431           | 1 244         |

## Représentation
| Période élective | Période élective | Mandat | Mandat   | Identité          | Nuance | Nuance | Qualité                                                                                                   |
| ---------------- | ---------------- | ------ | -------- | ----------------- | ------ | ------ | --- |
| 2015             | 2021             | 2015   | 2021     | Sandrine Cosserat |        | LREM   | Ingénieur Maire de Volonne (2014-)                                                                        |
| 2015             | 2021             | 2015   | 2021     | Claude Fiaert     |        | LREM   | Contremaitre, agent de maitrise Maire de L'Escale (2008-), ancien conseiller général du canton de Volonne |
| 2021             | 2028             | 2021   | en cours | Lila Desjardins   |        | DVG    | Chef d'entreprise Conseillère municipale de Peyruis                                                       |
| 2021             | 2028             | 2021   | en cours | René Villard      |        | PCF    | Ancien employé Maire de Château-Arnoux-Saint-Auban depuis 2020                                            |

### Résultats détaillés

#### Élections de mars 2015
À l'issue du premier tour des élections départementales de 2015, trois binômes sont en ballottage : Sandrine Cosserat et Claude Fiaert (PS, 36,2 %), Odile Brun et Éric Pinzelli (FN, 25,29 %) et Berengere Bonnafoux et Jacques Bonte (UMP, 24,8 %). Le taux de participation est de 55,89 % (5 272 votants sur 9 433 inscrits) contre 55,34 % au niveau départemental et 50,17 % au niveau national.
Au second tour, Sandrine Cosserat et Claude Fiaert (PS) sont élus avec 47,27 % des suffrages exprimés et un taux de participation de 59,64 % (2 551 voix pour 5 625 votants et 9 432 inscrits).
Sandrine Cosserat (ex-EELV) et Claude Fiaert (DVG) sont membres du groupe LREM et apparentés.

#### Élections de juin 2021
Le premier tour des élections départementales de 2021 est marqué par un très faible taux de participation (33,26 % au niveau national). Dans le canton de Château-Arnoux-Saint-Auban, ce taux de participation est de 37,83 % (3 606 votants sur 9 531 inscrits) contre 40,72 % au niveau départemental. À l'issue de ce premier tour, deux binômes sont en ballottage : Lila Desjardins et René Albert Joseph Villard (PCF, 40,15 %) et Simon Caparros et Sandrine Cosserat (DVC, 31,03 %).
Le second tour des élections est marqué une nouvelle fois par une abstention massive équivalente au premier tour. Les taux de participation sont de 34,3 % au niveau national, 42,59 % dans le département et 41,58 % dans le canton de Château-Arnoux-Saint-Auban. Lila Desjardins et René Albert Joseph Villard (PCF) sont élus avec 56,11 % des suffrages exprimés (2 011 voix pour 3 962 votants et 9 529 inscrits),,.

## Composition
Le nouveau canton de Château-Arnoux-Saint-Auban est composé de huit communes entières.
| Nom                                                | Code Insee | Intercommunalité                | Superficie (km2) | Population (dernière pop. légale) | Densité (hab./km2) | Modifier                                    |
| -------------------------------------------------- | ---------- | ------------------------------- | ---------------- | --------------------------------- | ------------------ | ------------------------------------------- |
| Château-Arnoux-Saint-Auban (bureau centralisateur) | 04049      | CA Provence-Alpes Agglomération | 18,34            | 5 095 (2022)                      | 278                | modifier les données · modifier les données |
| Aubignosc                                          | 04013      | CC Jabron Lure Vançon Durance   | 14,74            | 624 (2022)                        | 42                 | modifier les données · modifier les données |
| Châteauneuf-Val-Saint-Donat                        | 04053      | CC Jabron Lure Vançon Durance   | 21,10            | 529 (2022)                        | 25                 | modifier les données · modifier les données |
| L'Escale                                           | 04079      | CA Provence-Alpes Agglomération | 20,36            | 1 402 (2022)                      | 69                 | modifier les données · modifier les données |
| Ganagobie                                          | 04091      | CA Provence-Alpes Agglomération | 10,50            | 90 (2022)                         | 8,6                | modifier les données · modifier les données |
| Montfort                                           | 04127      | CC Jabron Lure Vançon Durance   | 12,08            | 333 (2022)                        | 28                 | modifier les données · modifier les données |
| Peyruis                                            | 04149      | CA Provence-Alpes Agglomération | 23,23            | 2 796 (2022)                      | 120                | modifier les données · modifier les données |
| Volonne                                            | 04244      | CA Provence-Alpes Agglomération | 24,61            | 1 637 (2022)                      | 67                 | modifier les données · modifier les données |
| Canton de Château-Arnoux-Saint-Auban               | 0403       |                                 | 144,96           | 12 506 (2022)                     | 86                 | modifier les données                        |

## Démographie
En 2022, le canton comptait 12 506 habitants, en évolution de −0,71 % par rapport à 2016 (Alpes-de-Haute-Provence : +2,84 %, France hors Mayotte : +2,11 %).
| 2013   | 2018   | 2022   |
| ------ | ------ | ------ |
| 12 554 | 12 481 | 12 506 |